# Fredrikstad erőd

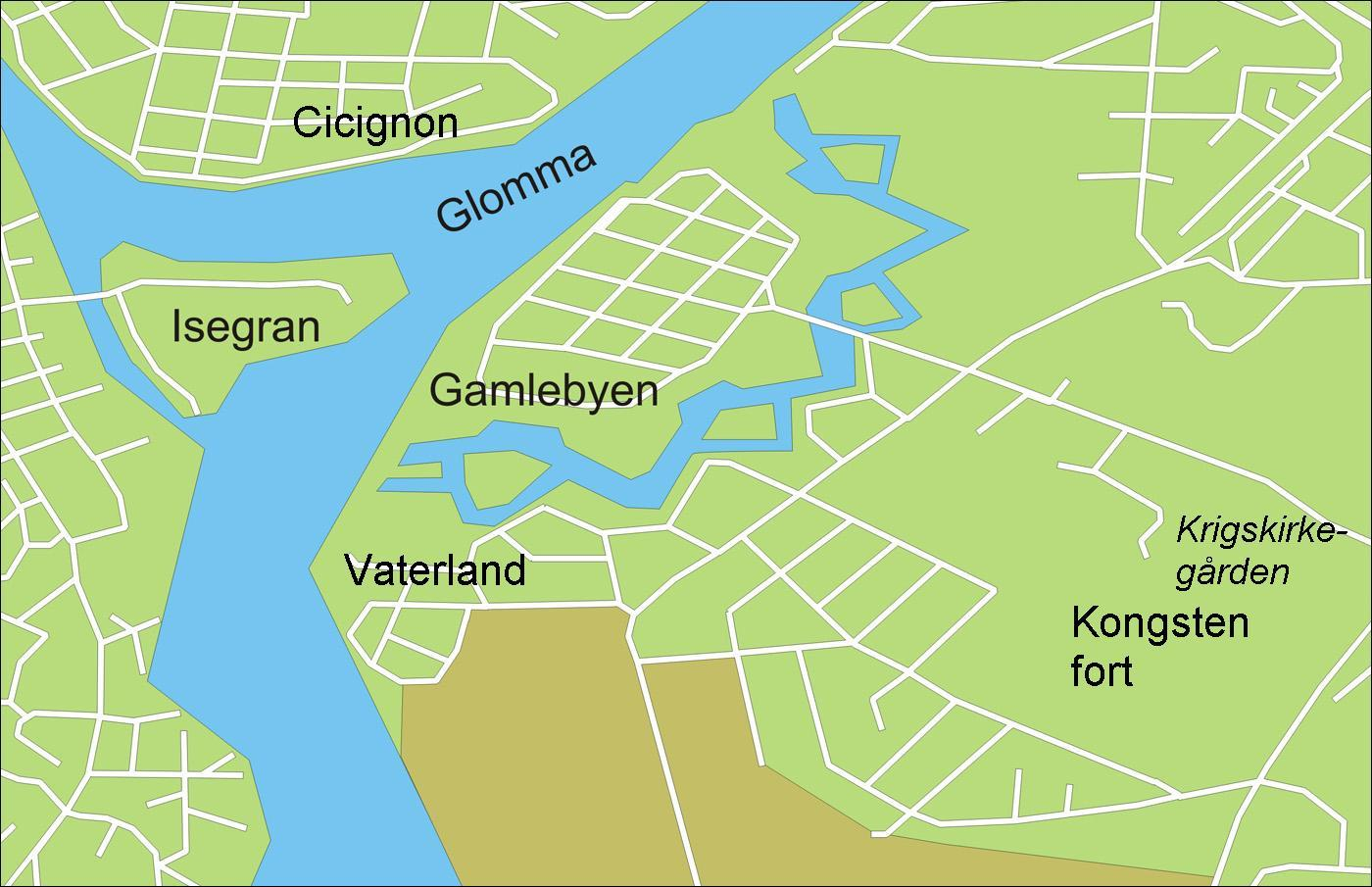
Az erőd vázlatos térképe

Fredrikstad erőd-városa, ma tulajdonképpen Fredrikstad óvárosa (norvég nyelven Gamlebyen) 1663-1666 között épült az oslói fjord keleti oldalának ellenőrzésére. Itt volt a székhelye, garnizonja az østfoldi ezrednek, ami gyalogságával és tüzérségével 1644-től 350 éven át felelős volt e katonai feladat ellátásáért. 

## Története
Az erőd helyén már az 1644-1645 során az egyfelől Dánia és Norvégia, másfelől Svédország között vívott úgynevezett Torstenson-háború(en) idején ideiglenes erődítményt emeltek a svédek ellen. II. Frigyes dán és norvég király parancsára 1663-1666 között Willem Coucheron és fia, Anthony Coucheron irányításával állandó erőd-várost építettek itt, ami alkalmas lett az Oslo felé irányuló hajóforgalom részbeni ellenőrzésére is. Az erőd első parancsnokát már 1662 januárjában kinevezték Johan Eberhard Speckhan alezredes személyében.
1716-ban az erőd volt a kiindulópontja Peder Tordenskjold, a norvég haditengerészet hőse támadásának, amikor a Dynekilen fjordban megsemmisített egy jelentős svéd flottaegységet.
Maga a fredrikstadi erődítmény csak egyszer, az 1814-es svéd-norvég háború idején látott háborús cselekményeket, akkor viszont a svédek el is foglalták.
1903-ra az erőd elvesztette katonai jelentőségét, azért azt bezárták, de a helyőrség tovább működött egészen 2002-ig. Mára a fredrikstadi erődítmény, mint Norvégia egyetlen ilyen jó állapotban fennmaradt katonai műemléke, népszerű turisztikai célpont és kulturális rendezvények színhelye.

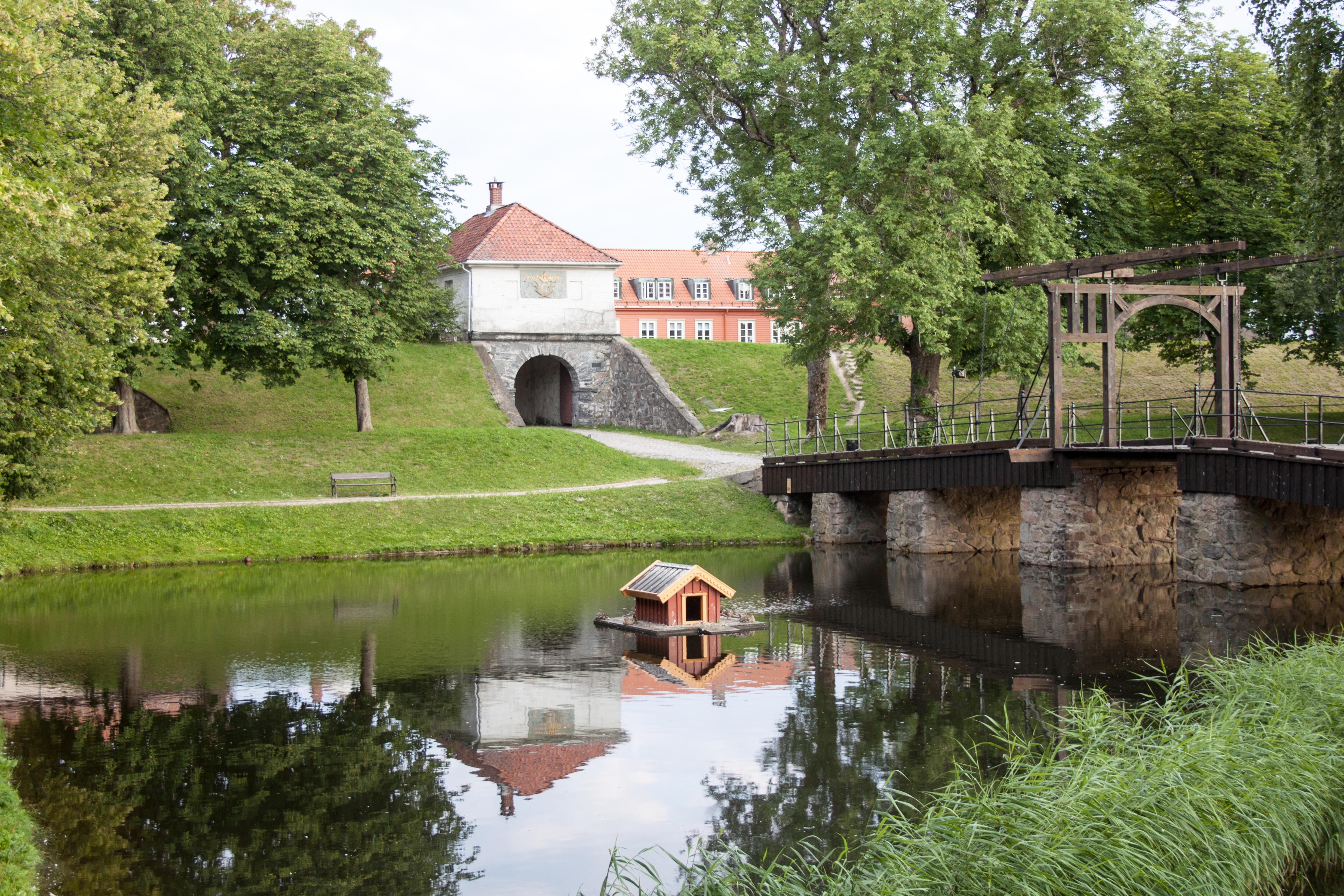
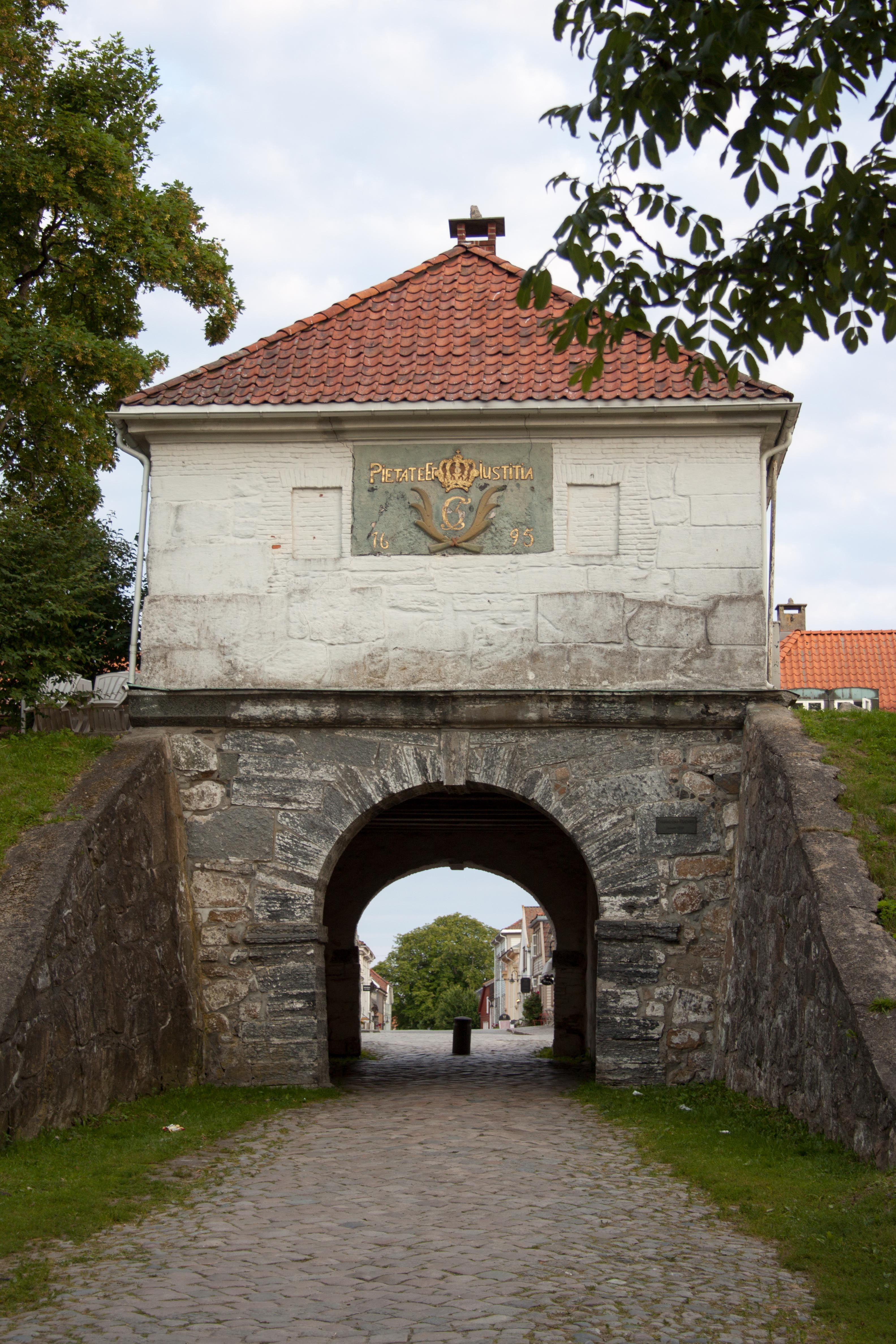
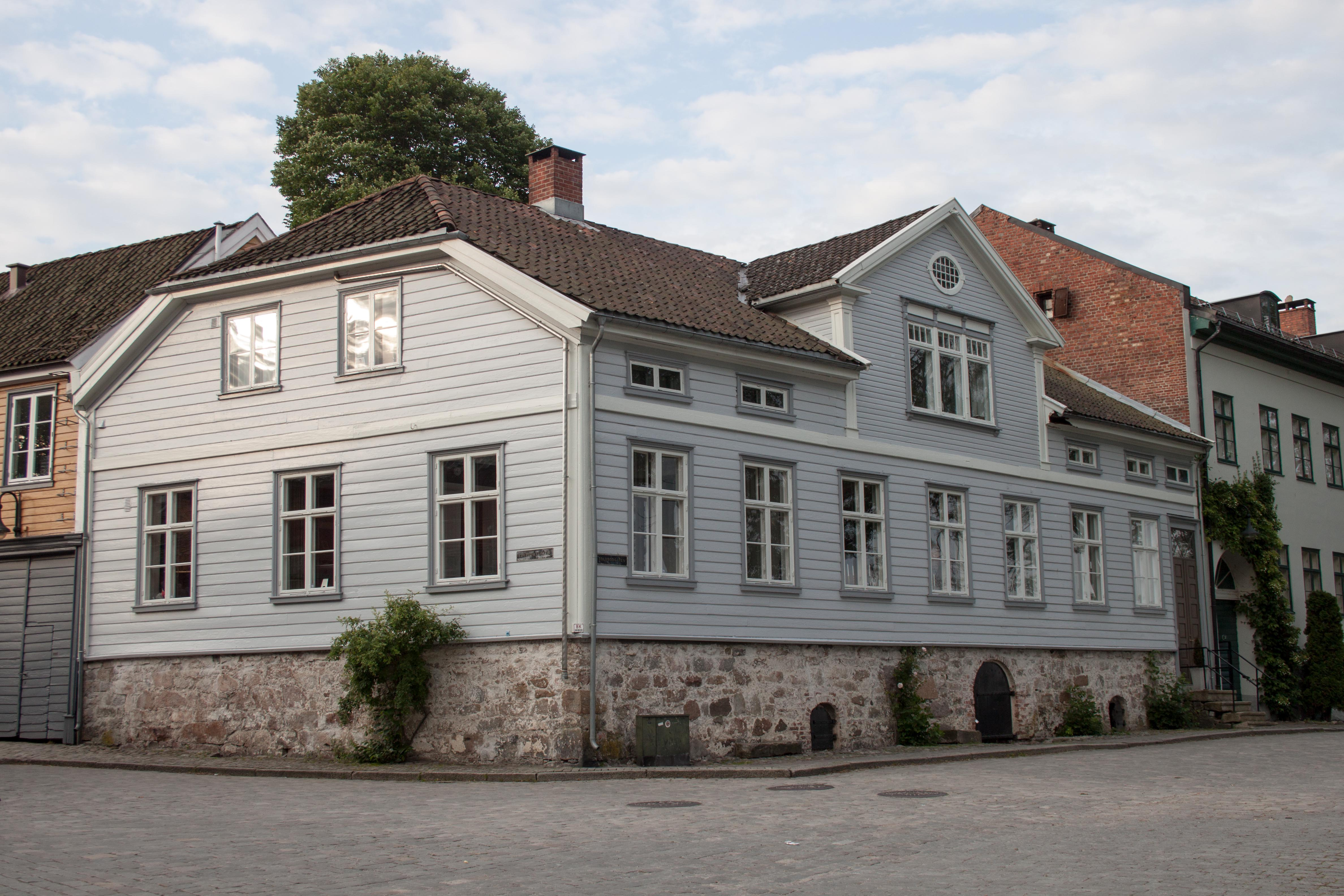
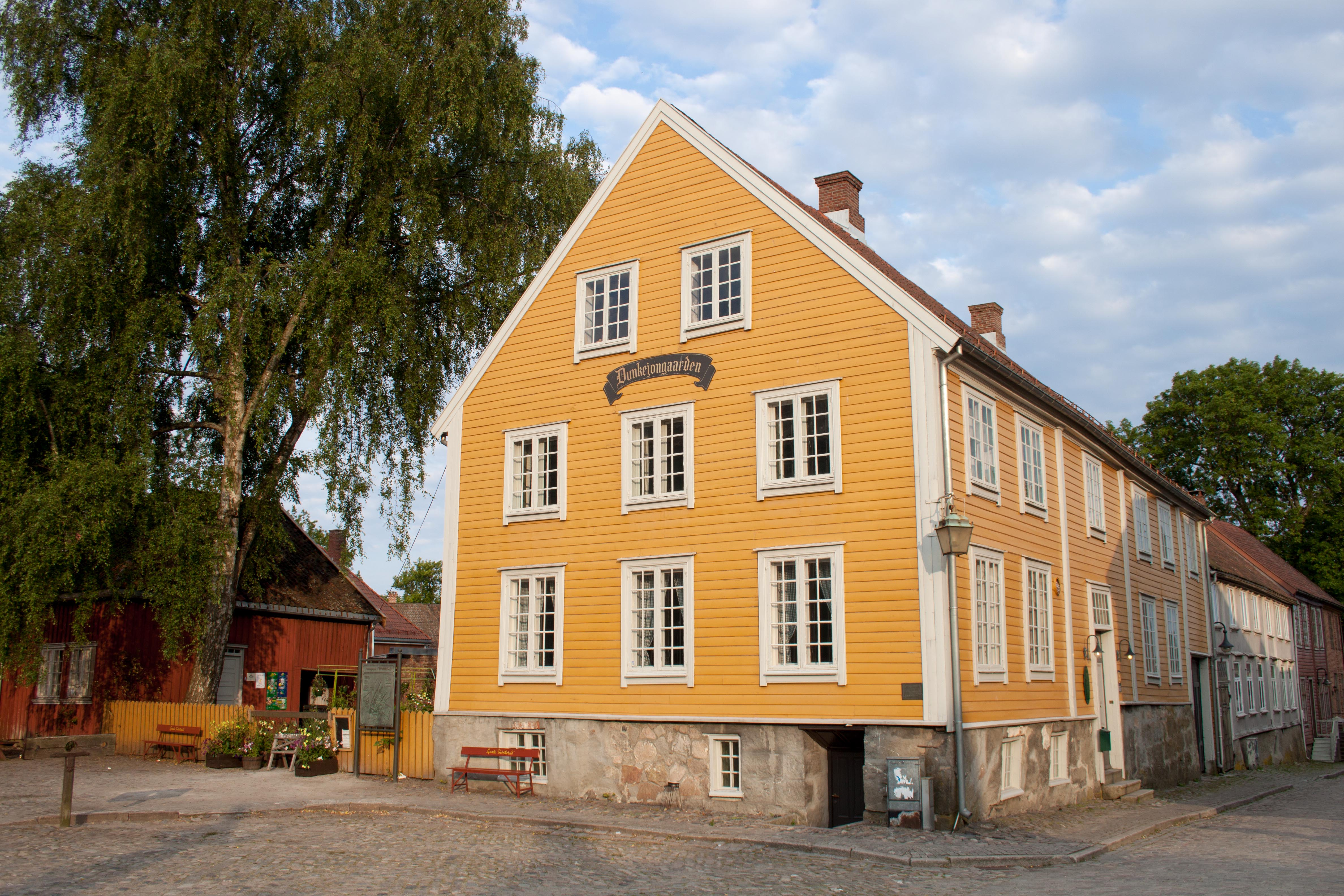
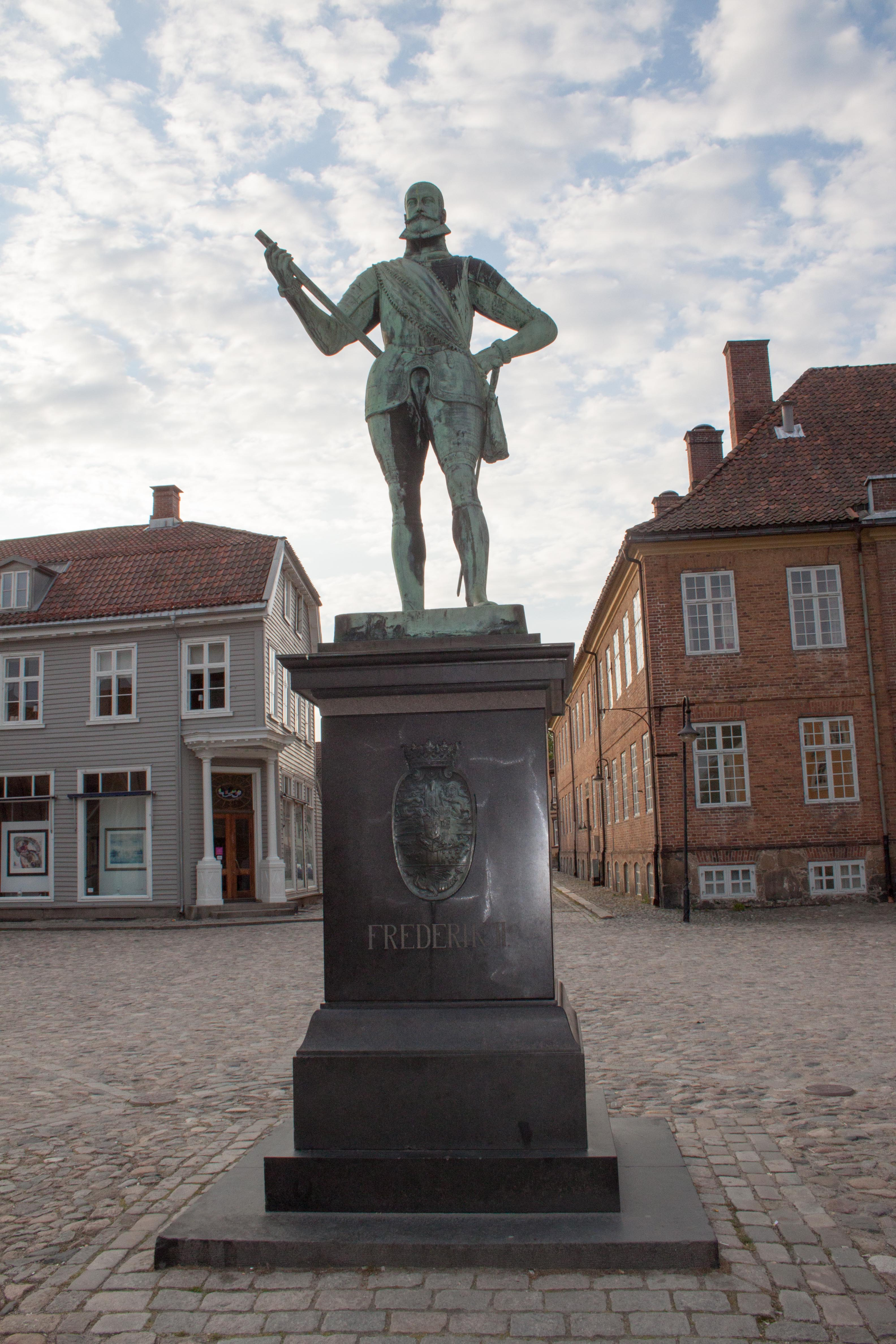
II. Frigyes szobra
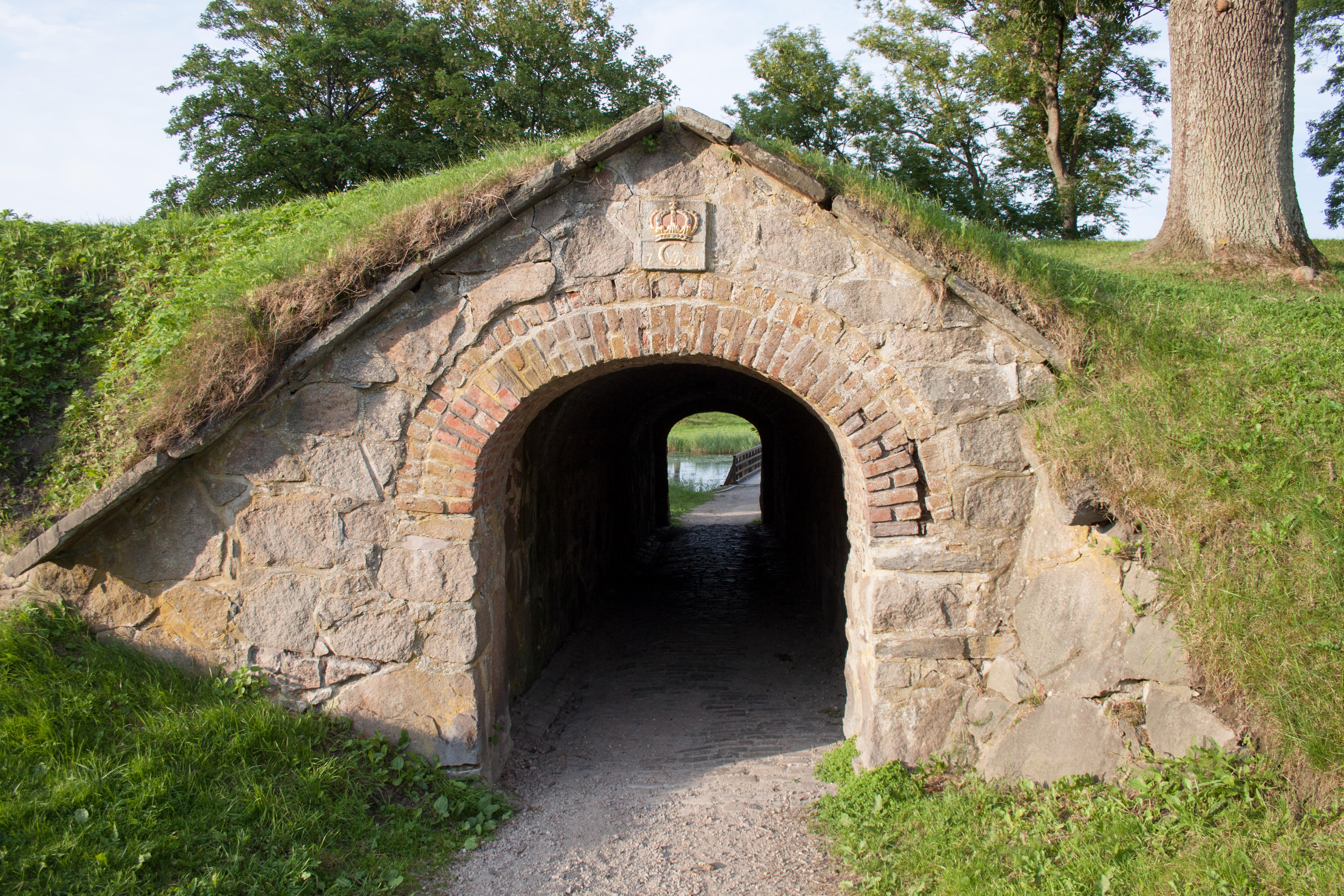
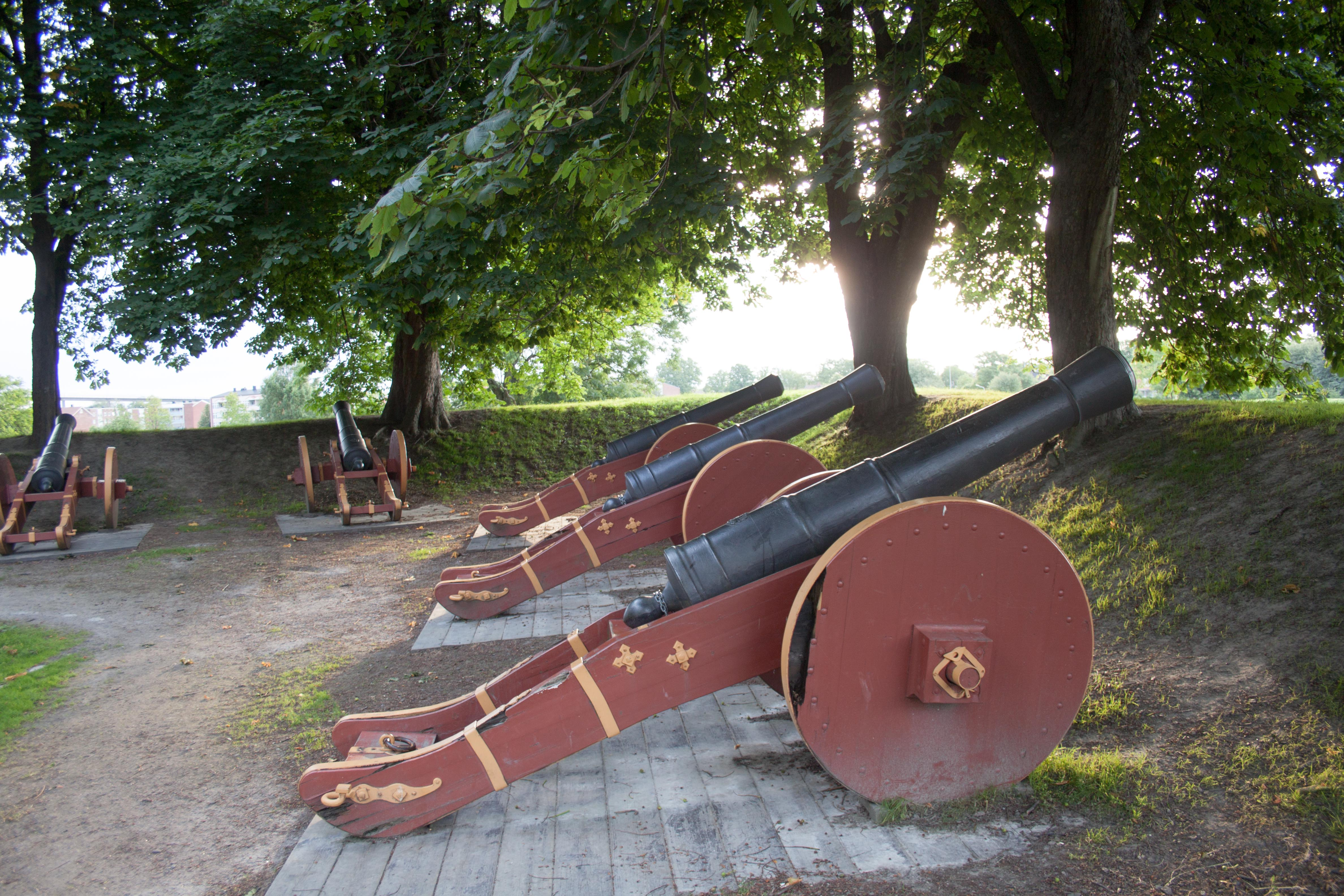
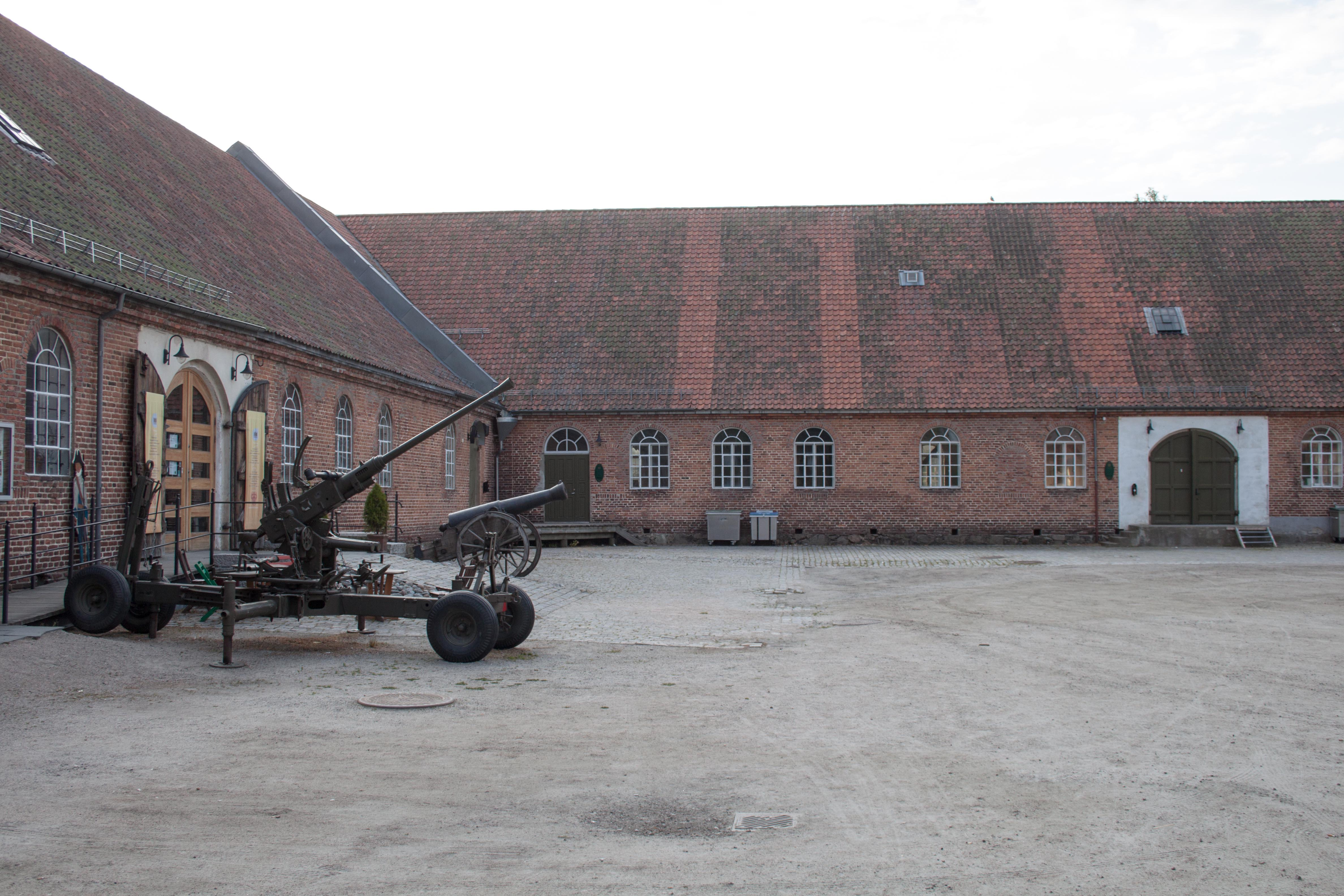
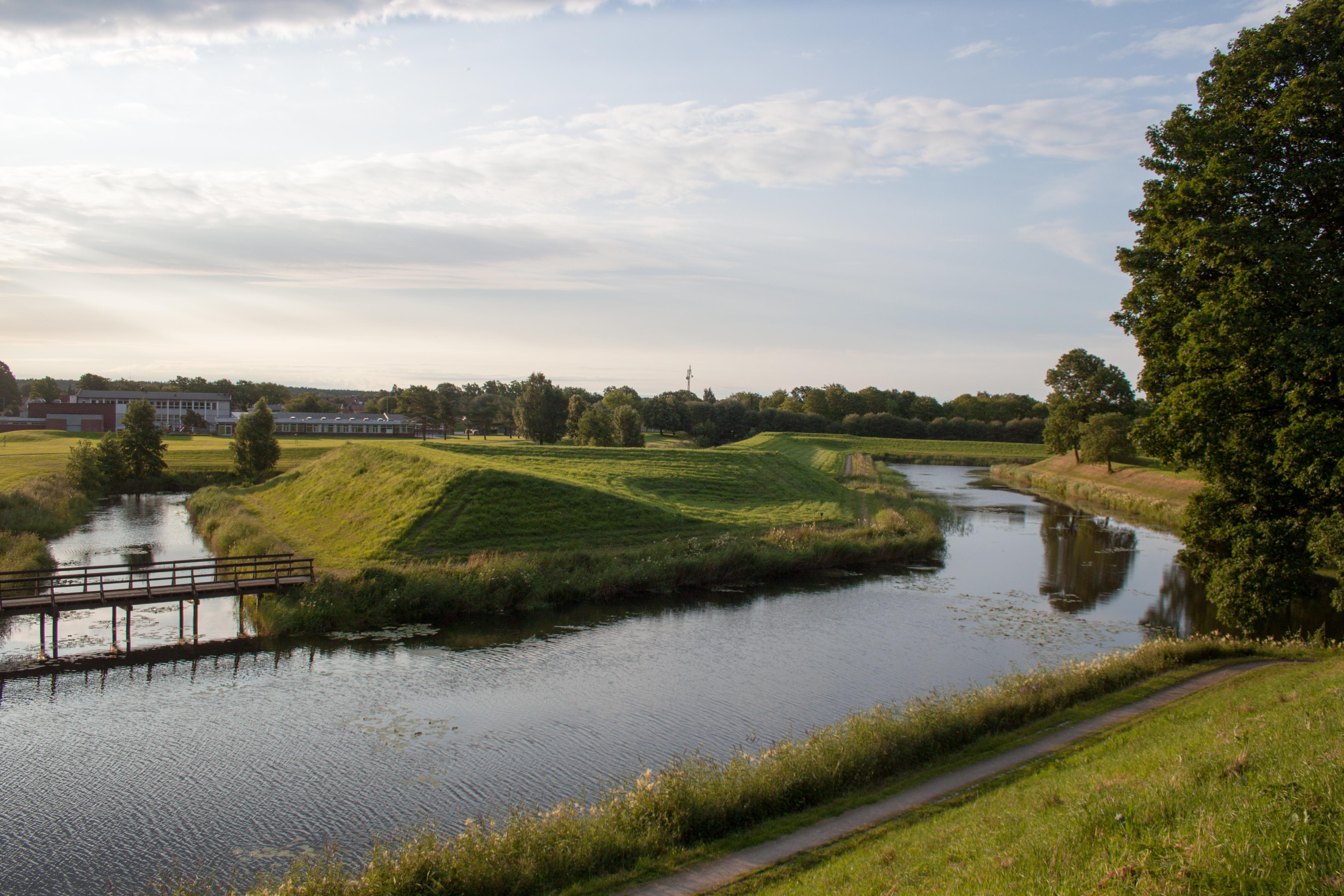

## Fordítás
- Ez a szócikk részben vagy egészben a Fredrikstad Fortress című angol Wikipédia-szócikk ezen változatának fordításán alapul.  Az eredeti cikk szerkesztőit annak laptörténete sorolja fel. Ez a jelzés csupán a megfogalmazás eredetét és a szerzői jogokat jelzi, nem szolgál a cikkben szereplő információk forrásmegjelöléseként.